# Edvin Dahlqvist
Edvin Dahlqvist (14 juni 1999) is een Zweeds voetballer, die doorgaans speelt als linkervleugelverdediger. Dahlqvist werd in december 2018 gepromoveerd naar de eerste ploeg van IFK Göteborg.

## Clubcarrière
Dahlqvist doorliep de jeugdreeksen van Öckerö IF en IFK Göteborg. Hij promoveerde in december 2018 naar de eerste ploeg. Op 29 april 2019 maakte hij zijn debuut op het hoogste Zweedse niveau in de thuiswedstrijd tegen AIK, die met 3–0 werd gewonnen.

## Clubstatistieken
| Seizoen | Club         | Competitie  | Competitie | Competitie | Beker | Beker | Internationaal | Internationaal | Totaal | Totaal |
| Seizoen | Club         | Competitie  | Wed.       | Dlp.       | Wed.  | Dlp.  | Wed.           | Dlp.           | Wed.   | Dlp.   |
| ------- | ------------ | ----------- | ---------- | ---------- | ----- | ----- | -------------- | -------------- | ------ | ------ |
| 2019    | IFK Göteborg | Allsvenskan | 1          | 0          | 0     | 0     | —              | —              | 1      | 0      |
| Totaal  | Totaal       | Totaal      | 1          | 0          | 0     | 0     | 0              | 0              | 1      | 0      |

Bijgewerkt op 29 mei 2019.

## Interlandcarrière
Dahlqvist is Zweeds jeugdinternational.